# Freebase
Freebase fue una base de conocimiento colaborativa compuesta por metadatos creados principalmente por miembros de su comunidad. Se trata de una colección en línea de datos estructurados obtenidos a partir de múltiples fuentes, incluyendo contribuciones "wiki" individuales. Freebase tiene como objetivo crear un recurso global que permita a personas (y máquinas) acceder a la información de forma más eficaz. Fue desarrollado por la compañía de software estadounidense Metaweb y ha estado funcionando en público desde marzo de 2007. Metaweb fue adquirida por Google en una venta privada anunciada el 16 de julio de 2010.
A finales de 2014, Google anunció el cierre de Freebase y la migración de datos y APIS al proyecto de Wikidata. Desde marzo de 2015, los datos de Freebase son sólo-lectura no admitiéndose nuevas incorporaciones a la base de datos
Los datos de Freebase están disponibles para uso free/libre, comercial y no comercial bajo una licencia Creative Commons Attribution License, y para los programadores se proporcionan una API abierta, un punto final de RDF y volcado de la base de datos.

## Información general
El 3 de marzo de 2007, Metaweb anunció públicamente Freebase, descrito por la compañía como "una base de datos compartida y abierta del conocimiento en el mundo" y "una enorme base de datos editada colaborativamente de datos enlazados". A menudo entendida como un modelo de base de datos utilizando la Wikipedia convertida en base de datos o el modelo entidad-relación, Freebase proporciona una interfaz que permite a los no-programadores rellenar datos estructurados o 'metadatos' de información general, y clasificar o conectar los elementos de datos en formas significativas o 'semánticas'.
Fue descrita por Tim O'Reilly en su lanzamiento como: "Freebase es el puente entre la visión de abajo hacia arriba de la inteligencia colectiva de la Web 2.0 y el mundo más estructurado de la web semántica".
Freebase contiene datos recopilados a partir de fuentes como Wikipedia, ChefMoz, NNDB y MusicBrainz, así como datos aportados individualmente por sus usuarios. Los datos estructurados están licenciados bajo la Creative Commons Attribution License, y la API HTTP basado en JSON es proporcionada a los programadores para desarrollar aplicaciones en cualquier plataforma que utilicen los datos de Freebase. El código fuente de la aplicación de Metaweb en sí es propietario.
Freebase se ejecuta en una infraestructura de base de datos creada por Metaweb que utiliza un modelo de grafos. Esto significa que en lugar de utilizar tablas y claves para definir estructuras de datos, Freebase define su estructura de datos como un conjunto de nodos y un conjunto de enlaces que establecen las relaciones entre los nodos. Debido a que su estructura de datos no es jerárquica, Freebase puede modelar relaciones mucho más complejas entre los elementos individuales que una base de datos convencional, y está abierta para que los usuarios introduzcan nuevos objetos y relaciones en el grafo subyacente. Las consultas a la base de datos se realizan en el lenguaje "Metaweb Query Language" (MQL).

## Desarrollo
Danny Hillis describió por primera vez su idea para la creación de una web de conocimiento que él llamó Aristotle en un documento en el año 2000. Pero dijo que no intentó construir el sistema hasta que había reclutado a dos expertos técnicos como cofundadores. Robert Cook, en el diseño de la computación paralela y la base de datos, es el vicepresidente ejecutivo de Metaweb para el desarrollo de productos. John Giannandrea, anteriormente jefe en tecnología de Tellme Networks y jefe de tecnología del grupo en el navegador de Internet Netscape/AOL, es el director de tecnología de la compañía.
Originalmente accesible solo por invitación, Freebase abrió el acceso completo de lectura anónimo para el público en su fase alfa de desarrollo, y ahora requiere de registro para contribuciones de datos.
El 29 de octubre de 2008, en la International Semantic Web Conference 2008, Freebase lanzado su servicio de RDF para generar representaciones RDF de temas de Freebase, permitiendo a Freebase ser usado como datos enlazados.

## Organización y política
Los términos de Freebase (que a menudo se corresponden a artículos de Wikipedia) se llaman temas y los datos almacenados sobre ellos dependerán de su tipo, cómo son clasificados. Por ejemplo, una entrada para Arnold Schwarzenegger, el exgobernador de California, sería introducida como un tema que incluiría una variedad de tipos describiéndolo como un actor, culturista y político. A fecha de mayo de 2012, Freebase tiene aproximadamente 22 millones de temas.
Las ontologías de Freebase (categorías estructuradas), conocidas en Freebase como "tipos", son en sí mismas editables por el usuario. Cada tipo tiene una serie de predicados definidos, llamados "propiedades".

A diferencia del enfoque del W3C para la web semántica, que comienza con ontologías controladas, Metaweb adopta un enfoque de folcsonomía, en el que la gente puede añadir nuevas categorías (muy similar a etiquetas), en una expansión desordenada de afirmaciones potencialmente solapadas.

De esta manera, Freebase difiere del modelo wiki en múltiples formas. Los usuarios pueden crear sus propios tipos, pero estos tipos no se adoptan en los 'comunes públicos' hasta que son promovidos por un empleado de Metaweb. Además, los usuarios no pueden modificar los tipos de los demás. La razón por la que Freebase no puede abrir los permisos de los esquemas se debe a que las aplicaciones externas dependen de ellos, por lo que el cambio de esquema de un tipo, por ejemplo mediante la eliminación de una propiedad o cambiar una simple propiedad, podría romper las consultas de los usuarios de la API e incluso dentro de Freebase en sí, en vistas guardadas por ejemplo.
Metaweb promueve a algunos usuarios al status de experto, de forma similar a la política de administrador de la Wikipedia, a los cuales les son dados algunos permisos de administración.
El almacenamiento de datos subyacente admite datos multilingües, pero en 2011 el idioma de cada usuario en pantalla se estableció forzosamente a inglés. Esto va a cambiar en algún momento.
A fecha de 2011, el único acceso permitido es a través de MQL.

## Negocio y comunidad
El sistema de Freebase está construido y patentado por Metaweb, una empresa con fines de lucro.
En cuanto a la relación de Freebase con la comunidad de datos abiertos:

[...] no tenemos ninguna relación formal con otros proyectos de datos abiertos. Aunque la definición de datos abiertos es bastante imprecisa, tratamos de seguir los principios generales de datos abiertos al no restringir el acceso a la información de Freebase para los usuarios registrados, cobrar a los usuarios para acceder a nuestra información, imponer licencias restrictivas sobre el uso de la información de Freebase o usar tecnología propietaria o cerrada como una barrera para acceder a la información de Freebase.

Freebase está planificando correspondencias formales de algunos de sus tipos a ontologías establecidas como FOAF, aunque esto no es una prioridad.
En el futuro, la compañía espera generar también beneficios organizando datos propietarios.

## Crítica
Información de ausenciaFreebase no tiene solución a los valores Null, nothing, unknown o N/A. El tema None es ineficaz, ya que muchas personas parecen compartir el mismo cónyuge. Tal como está, si uno estuviera buscando los "incendios de causa desconocida", se podrían buscar las causas que faltan, sin saber si la causa del incendio es realmente desconocida o los datos faltan.
Herramientas de importación masivase utilizan internamente en Metaweb, pero el proceso de reconciliación para datos importados hasta ahora ha sido demasiado complicado para ser hecho público, y las herramientas públicas masivas son muy limitadas.
Implementación multilingüeFreebase tiene traducciones (o soporte de traducción) de muchos de sus temas, pero sus tipos se implementan actualmente (o al menos descritos) en el natural inglés, lo que lleva a desafíos en el desarrollo de un esquema universal.